# Un dur hiver pour Daffy
Pour plus de détails, voir Fiche technique et Distribution.
Un dur hiver pour Daffy (Daffy's Southern Exposure) est un court-métrage d'animation de la série Looney Tunes réalisé par Norman McCabe, mettant en scène Daffy Duck et sorti en 1942.

## Fiche technique
- Réalisation : Norman McCabe
- Production : Leon Schlesinger pour Leon Schlesinger Studios
- Musique : Carl W. Stalling (directeur de la musique) et Milt Franklyn (orchestrateur) (non crédité)
- Format : 1,37 :1 couleurs Technicolor
- Son : mono
- Pays :  États-Unis
- Sortie : États-Unis : 2 mai 1942
- Langue : anglais
- Durée : 7 minutes
- Distribution : 1942 : Warner Bros. Pictures et  The Vitaphone Corporation (cinéma)
2017 : Warner Home Video  (États-Unis) (DVD)